# هيثم الجاسم
هيثم الجاسم (1979-)، رسام كاريكاتير وكاتب ساخر فلسطيني ولد في قرية بئر المكسور إحدى قرى الجليل.

## حياته
صحافي ومصور ورسام كاريكاتير، كاتب ساخر فلسطيني نشر رسوماته في الصحافة الفلسطينية والعربية، ولد سنة 1979 في قرية بئر المكسور إحدى قرى الجليل، نشر أولى رسوماته في جيل مبكرة وخلال تعليمه في المرحلة الثانوية، درس العلوم السياسية في الكلية الأكاديمية مرج ابن عامر ونال شهادة التدريس من الكلية الأكاديمية للتربية، والماجستير في العلوم السياسية في جامعة حيفا ، عمل في حقل التدريس والصحافة، نشر أول مقالاته الساخرة في صحيفة الصنارة الفلسطينية التي تصدر داخل الخط الأخضر واستمر في نشر مقالته هناك لفترة زمنية ومن ثم انتقل إلى صحيفة بانوراما حيث عمل هناك رساماً ومحرراً في الموقع الإلكتروني الخاص بالجريدة وكتب زاوية اسبوعية ساخرة بعنوان خارج المجرّة، تنشر حالياً أعماله في عدة مواقع إلكترونية وعلى موقعه الشخصي في الشبكة العنكبوتية.
أسس موقع زوفة عام 2009 كصحيفة الكترونية أولى تعنى بأخبار المجتمع البدوي في شمال فلسطين ونشر اعماله فيها حتى عام  2017 ومن ثم انتقل الى مهنة التدريس بشكل نهائي .
تتميز أعمال الجاسم بمجاراتها لواقع الشارع الفلسطيني في الداخل بجرأة عالية وحرفية متقنة، كما أن اسلوبه مميز وتستطيع تميزه دون أن تقرأ ختمه على الرسومات، وابرز الشخصيات الكاريكاتورية التي يرسمها الجاسم هي شخصية المواطن العربي المظلوم ويعبر من خلاله عن حال المواطن العربي داخل دولة إسرائيل.

أما التصوير فقد احترف تصوير الشارع، وجه اهتمامه للتصوير الأحادي يقول الجاسم عن تصويره جئت لأصور اللحظة التي اريدها أن تعلق في الذاكرة الألوان بالنسبة لي عامل مشتت لهذا تجنبتها في تصويري.